# Ferenc Asztalos
Ferenc Asztalos (n. 16 mai 1945, Târgu Mureș) este un politician român de etnie maghiară, membru al Camerei Deputaților, ales pe listele UDMR din partea județului Harghita în legislațiile  1992-1996, 1996-2000 2000-2004 și 2004-2008. În legislatura 1996-2000, Ferenc Asztalos a fost membru în grupurile parlamentare de prietenie cu Federația Rusă și Republica Populară Chineză. În legislatura 2000-2004, Ferenc Asztalos a fost membru în grupurile parlamentare de prietenie cu Mongolia, Federația Rusă și Republica Croatia iar în legislatura 2004-2008, el a fost membru în grupurile parlamentare de prietenie cu Bosnia și Herțegovina, Republica Bulgaria, Georgia și Canada. 